# Мурос
Му̀рос (на италиански и на сардински: Muros) е село и община в Южна Италия, провинция Сасари, автономен регион и остров Сардиния. Разположено е на 305 m надморска височина. Населението на общината е 844 души (към 2010 г.).